# بیشانوپلیوسور
بیشانوپلیوسور(نام علمی: Bishanopliosaurus) نام یک سرده از فراراسته خزنده‌بالگان است.